# Sprungbrett

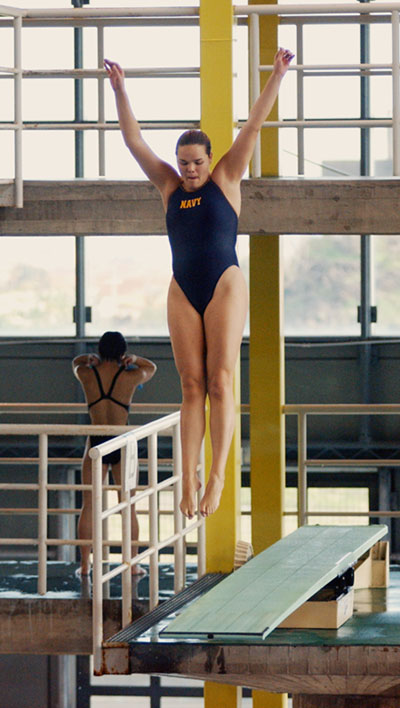
Springerin beim Schwungholen auf einem Sprungbrett

Als Sprungbrett bezeichnet man ein federndes Brett zum Abspringen, um dadurch eine größere Höhe oder Weite zu erzielen. Sprungbretter werden hauptsächlich beim Gerätturnen und beim Wasserspringen von Sportlern benutzt. Im übertragenen, redensartlichen Sinne bezeichnet man als Sprungbrett auch eine gute Ausgangslage für eine meistens berufliche Laufbahn oder künstlerische Karriere.

## Wassersport
Sprungbretter verstärken beim Wasserspringen den dynamischen Impuls beim Absprung und bewirken die für den Sprung notwendige Sprunghöhe. Im Wettkampf wird vom 1-m-Brett und vom 3-m-Brett gesprungen.
Früher bestanden Sprungbretter aus Holz (meistens Kiefernholz), mit einer rutschhemmenden Auflage (Sisal-Matte, Gummi). Seit 1965 werden Sprungbretter aus einem GFK-verstärkten Holzkern mit einem rutschfesten Carborund-Belag (weiße „HSP“-Bretter) hergestellt.
Sprungbretter sind zwischen 3,0 und 4,8 Meter lang und auf einem Sprungturm befestigt. Am hinteren Ende sind die Bretter drehbar gelagert, in der Mitte liegen sie auf einer verstellbaren Hartgummiwalze, damit die federnde Wirkung den Bedürfnissen und dem Körpergewicht des Springers angepasst werden kann.
Im Wettkampf (nach den Regeln der FINA) werden seit 1970 ausschließlich Hochleistungsbretter „Duraflex“ benutzt. Duraflex-Bretter sind hochflexibel. Sie bestehen aus getempertem Aluminium und haben einen charakteristischen blaugrünen Belag. Die Bretter sind 16 Fuß (4,9 m) lang und zur Erhöhung der Dynamik gelocht (Verminderung von Gewicht und Luftwiderstand). Duraflex-Bretter haben auch eine hohe Lebensdauer und werden deshalb auch bevorzugt für öffentliche Schwimmbäder eingesetzt. Für Wettkämpfe werden diese Bretter meist durch neue ausgetauscht. Für das Training der Spitzenathleten stehen oft eigene Trainingsanlagen zur Verfügung.

### Vergleichbarkeit im Wettkampf
1928 stellte der Deutsche Schwimm-Verband auf einer Sitzung der FINA in Amsterdam den Antrag zur Einführung von Stahlsprungbrettern bei allen internationalen Wettbewerben. Der Vorschlag wurde von der Springkommission befürwortet. Die Vollversammlung der FINA nahm den Vorschlag an. Ab dem Jahr 1930 sollten fortan nur Stahlsprungbretter bei allen internationalen Wettbewerben zugelassen sein. Damit wurde der Forderung nach einem einheitlichen Sprungbrett Rechnung getragen – nach Meinung einiger Fachleute jedoch nicht jener nach dem besten Sprungbrett. Den besten Holzbrettern (amerikanische Pitchpinebretter) wurde eine größere Elastizität nachgesagt. Als Erfinder des Stahlsprungbrettes gilt der Deutsche Julius Stern. Stern war Dezernent für Springen im Deutschen Schwimmverband und auch an der Aktiengesellschaft zur Herstellung der entsprechenden Normalbretter beteiligt.

## Turnsport

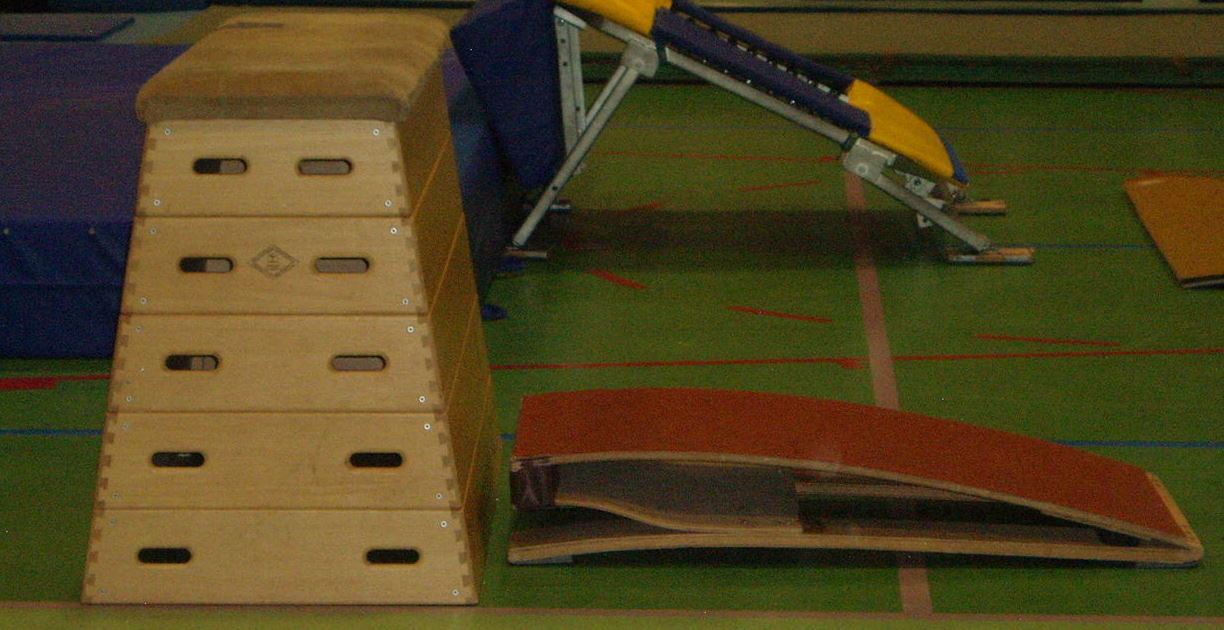
Sprungbrett und Kasten

Die Sprungbretter im Turnsport dienen der Erhöhung des Sprungvermögens, beim Gerätturnen insbesondere bei den Disziplinen Sprung, Barren, Stufenbarren und Schwebebalken. Weit verbreitet ist das Reutherbrett, benannt nach seinem Erfinder, dem Turnsportler Richard Reuther. Die Eigenschaften sind im Bereich der Fédération Internationale de Gymnastique vorgeschrieben. Sie sind dort 1,20 m lang und 70 cm breit. Die Federwirkung wird durch Metall- oder Holzfedern erzielt. Die Sprungbretter sind mit rutschhemmenden Auflagen gepolstert. Sprungbretter bestehen aus Hartholz.